# Vitus Bering
Vitus Jonassen Bering (n. 12 august 1681, Horsens, Danemarca - d. 19 decembrie 1741, Insula Bering, Rusia) a fost un explorator danez în serviciul Marinei Ruse, un căpitan-komandor cunoscut marinarilor ruși drept Ivan Ivanovici. El a fost primul european care a descoperit Alaska și Insulele Aleutine. Strâmtoarea Bering, Marea Bering, Insula Bering, Ghețarul Bering și Puntea Bering poartă numele exploratorului.

## Biografie
După un voiaj în Indii, Bering se angajează în Marina Militară Rusă în 1703 ca sublocotenent, servind în Flota Baltică în timpul Marelui Război al Nordului. Între 1710 și 1712 el a servit în Flota Mării Azov la Taganrog, participând în războiul ruso-turc.
În 1725 țarul Petru I al Rusiei l-a rugat să conducă prima expediție spre Kamceatka. Țelul expediției a fost să afle extinderea spre est a Siberiei, și dacă Asia și America de Nord erau conectate sau dacă erau două continente separate.
La 14 iulie 1728 Bering a început prima călătorie pe corabia Gabriel, și a călătorit spre nordul peninsulei Kamceatka prin strâmtoarea care îi poartă astăzi numele. La 14 august el a înconjurat Capul de est al peninsulei Ciukotka, și deoarece țărmul asiatic o lua spre vest, Bering a conchis că Asia și America de Nord erau două continente separate. În 1731 Bering a fost înnobilat pentru explorările sale.
Curând, Bering a propus o a doua expediție de cercetare a Pacificului de Nord. El se întoarce în Okhotsk în 1735, unde comandă construirea a două vase, Sf. Petru și Sf. Pavel, cu care navighează spre est, întemeind orașul Petropavlovsk din Kamceatka în 1740. De acolo, Bering a pornit într-o expediție către America de Nord în 1741, în cadrul căreia a cercetat sudul peninsulei Alaska, insula Kodiak, Muntele Saint Elias, insula Kayak. A doua corabie, sub comanda lui Aleksei Chirikov, a descoperit țărmul de nord-vest al SUA (arhipelagul Alexandru, numit astfel în cinstea țarului Alexandru al II-lea al Rusiei). La întoarcere, Bering a explorat insulele Aleutine, murind pe una din acele insule, care îi poartă astăzi numele.